# Einsatzgruppe D

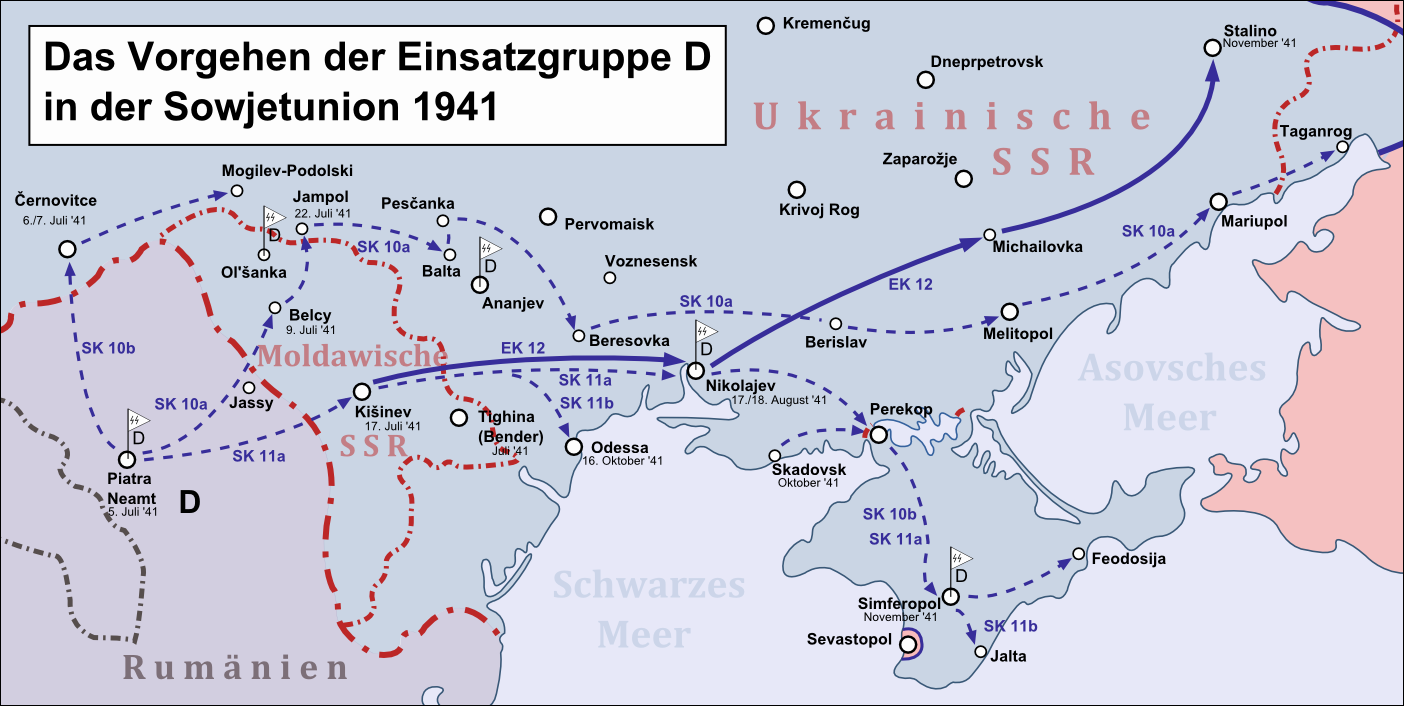
Einsatzgruppe D opererade i huvudsak i södra Ukraina.

Einsatzgruppe D var en av de fyra mobila insatsgrupper som opererade i det av Tyskland ockuperade Sovjetunionen och Baltikum under andra världskriget. Södra Ukraina utgjorde operationsområde för Einsatzgruppe D.
I gryningen den 22 juni 1941 anföll Tyskland sin tidigare bundsförvant Sovjetunionen och inledde den omfattande Operation Barbarossa. Enligt Tysklands Führer Adolf Hitler innebar kriget mot Sovjetunionen ett ideologiskt förintelsekrig och den ”judisk-bolsjevikiska intelligentian” måste undanröjas. Efter de framryckande tyska arméerna följde Einsatzgruppen, mobila insatsgrupper. Chefen för Reichssicherheitshauptamt, Reinhard Heydrich, gav insatsgrupperna i uppdrag att mörda judar, romer, partisaner, politiska kommissarier (så kallade politruker) och andra personer som ansågs utgöra ett hot mot Tredje rikets säkerhet. Beträffande insatsgruppernas massmord på judar mördades initialt endast män, men i augusti 1941 gav Reichsführer-SS Heinrich Himmler order om att massmordet även skulle inbegripa kvinnor och barn. Mellan juni och december 1941 mördades mellan 500 000 och 800 000 judiska män, kvinnor och barn.
Einsatzgruppe D, med omkring 600 man, följde Armégrupp Süd och opererade i Bessarabien, södra Ukraina, på Krim och i Kaukasus med Sonderkommando 10a, 10b, 11a och 11b samt Einsatzkommando 12. Under Otto Ohlendorfs befäl mördade Einsatzgruppe D omkring 90 000 judiska män, kvinnor och barn.

## Stabsort
- Piatra Neamț (från den 5 juli 1941)
- Olšanka (från augusti 1941)
- Nikolajev (från september 1941)
- Simferopol (från november 1941)
- Vorosjylovsk (från augusti 1942)

## Befälhavare
| Namn             | Tidsperiod                  | Anmärkning               |
| ---------------- | --------------------------- | ------------------------ |
| Otto Ohlendorf   | 4 juni 1941 – 30 juli 1942  | adjutant: Heinz Schubert |
| Walther Bierkamp | 30 juli 1942 – 15 juli 1943 |                          |

### Sonderkommando 10a
| Namn             | Tidsperiod                       | Anmärkning |
| ---------------- | -------------------------------- | ---------- |
| Heinrich Seetzen | 1 juni 1941 – 1 augusti 1942     |            |
| Kurt Christmann  | 1 augusti 1942 – 11 augusti 1943 |            |

### Sonderkommando 10b
| Namn            | Tidsperiod                     | Anmärkning |
| --------------- | ------------------------------ | ---------- |
| Alois Persterer | 12 maj 1941 – 13 februari 1943 |            |
| Eduard Jedamzik | 13 februari 1943 – 7 maj 1943  |            |

### Sonderkommando 11a
Sonderkommando 11a slogs samman med Sonderkommando 11b i juli 1942. Sonderkommando 11a återbildades som enskild enhet i november samma år.
| Namn            | Tidsperiod                         | Anmärkning |
| --------------- | ---------------------------------- | ---------- |
| Paul Zapp       | 1 juni 1941 – 5 juli 1942          |            |
| Gerhard Bast    | 17 november 1942 – 6 december 1942 |            |
| Werner Hersmann | 6 december 1942 – 12 maj 1943      |            |

### Sonderkommando 11b
| Namn          | Tidsperiod                           | Anmärkning                                        |
| ------------- | ------------------------------------ | ------------------------------------------------- |
| Hans Unglaube | 1 juni 1941 – 21 juli 1941           | SS-Sturmbannführer inträde i SS: 1 september 1937 |
| Gerhard Bast  | 21 juli 1941 – 23 oktober 1941       |                                                   |
| Werner Braune | 23 oktober 1941 – 16 september 1942  |                                                   |
| Paul Schulz   | 16 september 1942 – 23 februari 1943 | född 3 oktober 1907 SS-Obersturmbannführer        |

### Einsatzkommando 12
| Namn             | Tidsperiod                     | Anmärkning                                  |
| ---------------- | ------------------------------ | ------------------------------------------- |
| Gustav Nosske    | 1 juni 1941 – 1 mars 1942      |                                             |
| Erich Müller     | 21 mars 1942 – 24 oktober 1942 | född 30 augusti 1902 SS-Obersturmbannführer |
| Günther Herrmann | 22 oktober 1942 – 1 mars 1943  |                                             |